# Петре (Флорина)
Петре (греч. Πέτραι) — деревня в Греции. Расположено на западном берегу озера Петрон (Петре), у южных склонов гор Ворас, севернее города Аминдеон. Административно относится к общине Аминдеон в периферийной единице Флорина в периферии Западная Македония. Население 312 человек по переписи 2011 года.
Мимо деревни проходила Эгнатиева дорога. Здесь находились античная крепость. В Средние века озеро называлось Петериск, на озере находился одноимённый средневековый город, у которого Иван Владислав убил своего двоюродного брата, болгарского царя Гавриила Радомира в 1015 году. Через Петериск проходил маршрут похода восставших под руководством Никулицы Дельфина после взятия Сервии в 1066 году. В Петериске с Никулицей вёл переговоры катепан Болгарии Андроник Филокал (Ἀνδρόνικος Φιλοκάλης), передавший письмо с царской клятвой императора Константина X Дуки.
В деревне находится храм Святого Николая (1776), принадлежащий Флоринской, Преспийской и Эордейской митрополии.